# Tumeochrysa hui
Tumeochrysa hui är en insektsart som beskrevs av C.-k. Yang 1987. Tumeochrysa hui ingår i släktet Tumeochrysa och familjen guldögonsländor. Inga underarter finns listade i Catalogue of Life.